# Gary Stempel
Sir Gary Stempel (Ciudad de Panamá, Panamá, 26 de enero de 1957) es un director técnico panameño - británico de fútbol. Actualmente se encuentra libre. También ejerce como instructor de fútbol bajo la dirección de la Federación Internacional de Fútbol Asociación (FIFA).
Stempel nació en la Ciudad de Panamá de padre panameño y madre inglesa. Se mudó a Inglaterra a la edad de 6 años, y permaneció allí durante 34 años con ciudadanía británica, antes de volver a entrenar a San Francisco. Tiene una esposa inglesa y dos hijas.

## Carrera
Antes de su traslado a Panamá, Stempel era un oficial de extensión comunitaria con el Club Millwall de Londres. Disfrutó de su mayor éxito a nivel de club en un período de cuatro años como director técnico de San Francisco, un club de fútbol panameño, durante el cual ganó cinco títulos de liga y dos campeonatos con Panamá Viejo.
Fue durante este tiempo que también se le dio el cargo de dirigir los equipos de Panamá Sub-20 y Sub-23. Calificó a Panamá para su primera Copa Mundial Sub-20 en 2003.
En 2007 se convirtió en gerente del club salvadoreño CD Águila y en 2008 tuvo la oportunidad de hacerse cargo de la selección nacional panameña. Durante su mandato como entrenador del equipo nacional, Panamá ganó la Copa de las Naciones Centroamericanas en 2009. Fue la primera vez que Panamá había ganado un importante campeonato internacional.
Tras este éxito, llevó al equipo a los cuartos de final de la Copa de Oro de la Concacaf 2009. 
Stempel también ha trabajado como instructor de entrenadores de la FIFA y ha impartido cursos para entrenadores en St Kitts y Nevis, Dominica, Islas Vírgenes de los EE. UU., Belice, Nicaragua y Surinám.
De 2012 a 2016, Gary Stempel fue entrenador del club de fútbol San Francisco FC, ubicado en el Distrito de La Chorrera, Panamá Oeste, Panamá. 
Después de la Copa Mundial de la FIFA 2018, el director técnico de Panamá, Hernán Darío Gómez, finalizó su contrato. Stempel fue nombrado director interino hasta que Panamá nombrara a su próximo director a tiempo completo. Ese gerente terminó siendo Julio Dely Valdés.
Stempel es conocido hasta hoy en día como uno de los directores técnicos más importantes de Panamá, junto a Hernán Dario Gómez, técnico que llevó a Panamá a su primer Mundial.
El 10 de octubre de 2019 recibió su nombramiento como miembro de la Excelentísima Orden del Imperio Británico (M.B.E, en inglés) en el Buckingham Palace, la residencia de la Reina Isabel II.
En enero de 2020 fue contratado como director técnico del Club Deportivo Universitario. En dicho torneo marchaba como líder absoluto, sin embargo el torneo fue suspendido por la pandemia. Llegó a la final del Torneo Apertura 2021 en donde quedaron subcampeones al caer derrotados 1-2 ante el CD Plaza Amador. En diciembre de 2020 se anunció su renovación por un año más como director técnico del club. En el primer semestre de 2022 presentó su renuncia al club, luego de que se le adeudara meses de salario.
El 29 de agosto de 2022 se anuncia su regreso al banquillo del San Francisco FC. Durante ese torneo logró llegar hasta los play-offs del Clausura 2022.
En el primer semestre de 2023 quedó eliminado en la fase regular del Torneo Apertura. El 3 de mayo se confirmó su renovación hasta 2024.

## Clubes
Listados de los equipos que ha dirigido durante su carrera:
| Club                          | País        | Año         |
| ----------------------------- | ----------- | ----------- |
| Panamá Viejo FC               | Panamá      | 1996 - 2001 |
| San Francisco FC              | Panamá      | 2001 - 2007 |
| Selección sub-20 de Panamá    | Panamá      | 2002 - 2003 |
| Selección sub-23 de Panamá    | Panamá      | 2003        |
| CD Águila                     | El Salvador | 2007        |
| Selección de Panamá           | Panamá      | 2008 - 2009 |
| San Francisco FC              | Panamá      | 2008 - 2010 |
| Selección sub-17 de Guatemala | Guatemala   | 2011        |
| San Francisco FC              | Panamá      | 2012 - 2016 |
| Selección sub-17 de Panamá    | Panamá      | 2018        |
| Selección de Panamá           | Panamá      | 2018 - 2019 |
| CD Universitario              | Panamá      | 2020 - 2022 |
| San Francisco FC              | Panamá      | 2022 - 2024 |

## Palmarés

### Campeonatos nacionales
| Título          | Club                | País   | Año  |
| --------------- | ------------------- | ------ | ---- |
| Anaprof         | Panamá Viejo F. C.  | Panamá | 2001 |
| Torneo Clausura | San Francisco F. C. | Panamá | 2005 |
| Torneo Apertura | San Francisco F. C. | Panamá | 2006 |
| Torneo Clausura | San Francisco F. C. | Panamá | 2007 |
| Torneo Apertura | San Francisco F. C. | Panamá | 2008 |
| Torneo Apertura | San Francisco F. C. | Panamá | 2014 |
| Copa Panamá     | San Francisco F. C. | Panamá | 2015 |

### Campeonatos internacionales

#### Selecciones Nacionales
| Título                    | Selección nacional | Sede         | Año  |
| ------------------------- | ------------------ | ------------ | ---- |
| Campeonato Sub20 Concacaf | U-20 Panamá        | Panamá - USA | 2003 |
| Copa Centroamericana      | Panamá             | Honduras     | 2009 |